# Grigny (Métropole de Lyon)
Grigny település Franciaországban, Métropole de Lyon különleges státuszú nagyvárosban (métropole: nagyjából „megyei jogú város”). Lakosainak száma 9941 fő (2022. január 1.). Grigny Vernaison, Millery, Ternay, Givors és Montagny községekkel határos.

## Népesség
A település népességének változása:
| Lakosok száma | 9419 | 9567 | 9691 | 9662 | 9675 | 9706 | 9739 | 9851 | 9941 |
|               | 2013 | 2015 | 2016 | 2017 | 2018 | 2019 | 2020 | 2021 | 2022 |